# 銳螞蝗屬
銳螞蝗屬（學名：Oxytes）又作銳螞蟥屬，為豆目豆科的一屬，原生於新幾內亞、澳洲北部及東部至新喀里多尼亞一帶，已知有3個物種。

## 分類
本屬屬於蝶形花亞科、山螞蝗族、山螞蝗亞族，過去被歸類於為山螞蝗屬（Desmodium）之下的一個亞屬。

### 内部分類
本屬包含3個已知物種，如下：
- 矮腳銳螞蝗 Oxytes brachypoda (A.Gray) H.Ohashi & K.Ohashi
- 德氏銳螞蝗 Oxytes deplanchei (Harms) H.Ohashi & K.Ohashi
- 密穗銳螞蝗 Oxytes pycnostachya (Benth.) H.Ohashi & K.Ohashi

## 外部連結
- 維基物種上的相關：銳螞蝗屬